# شعبده کلاه‌بازی دیوانت
شعبده کلاه‌بازی دیوانت (فرانسوی: D. Devant (prestidigitation)‎) فیلمی صامت و کوتاه به کارگردانی ژرژ ملی‌یس و محصول سینمای فرانسه است که در سال ۱۸۹۷ منتشر شد. این فیلم دربارهٔ دربارهٔ شعبده و شعبده‌بازان است. دیوید دیوانت در این فیلم بازی کرده‌است.
گمان می‌رود نسخه کامل این فیلم، گمشده باشد.